# Daiki Kogure
Daiki Kogure (jap. 小暮 大器, Kogure Daiki; * 17. Mai 1994 in Ryūgasaki, Präfektur Ibaraki) ist ein japanischer Fußballspieler.

## Karriere
Daiki Kogure erlernte das Fußballspielen in der Jugendmannschaft von Cerezo Osaka. Hier unterschrieb er 2013 auch seinen ersten Profivertrag. Der Verein aus Osaka, einer Stadt in der Präfektur Osaka, spielte in der höchsten japanischen Liga, der J1 League. 2014 wurde er an den Ligakonkurrenten Tokushima Vortis nach Tokushima ausgeliehen. 2015 kehrte er nach der Ausleihe nach Osaka zurück. Ende 2014 stieg Osaka in die zweite Liga ab. Von 2014 bis 2015 spielte er sechsmal in der J.League U-22 Selection. Diese Mannschaft, die in der dritten Liga, der J3 League, spielte, setzte sich aus den besten Nachwuchsspielern der höherklassigen Vereine zusammen. Das Team wurde mit Blick auf die Olympischen Sommerspiele 2016 in Rio de Janeiro gegründet. Die Auswahl der Spieler erfolgte auf wöchentlicher Basis aus einem Pool, für den jeder Verein förderungswürdige Talente benennen konnte; die Zusammensetzung der Mannschaft variierte daher sehr stark von Spiel zu Spiel. Die U23-Mannschaft von Osaka spielte seit 2016 in der dritten Liga, der J3 League. Hier kam er 2016 zu 27 Drittligaspielen. 2017 wechselte er zum Zweitligisten Ehime FC nach Matsuyama. 2021 belegte man mit Ehime den 20. Tabellenplatz und stieg in die dritte Liga ab. Nach dem Abstieg verließ er den Verein und schloss sich Anfang Januar 2022 dem Zweitligisten Blaublitz Akita an.